# Fintel
Fintel település Németországban, azon belül Alsó-Szászország tartományban. Lakosainak száma 2985 fő (2023. december 31.). Fintel Scheeßel és Vahlde községekkel határos.

## Népesség
A település népességének változása:
| Lakosok száma | 2139 | 2354 | 2574 | 2801 | 2988 | 2952 | 2892 | 2872 | 2850 | 2985 |
|               | 1987 | 1991 | 1994 | 1998 | 2001 | 2005 | 2008 | 2012 | 2017 | 2023 |